# Тане
Тане (маори Tāne) или Тане-махута (маори Tāne-mahuta) — в мифологии полинезийского народа маори бог лесов и птиц, сын Ранги, отца-неба, и Папа, матери-земли.

## Разделение Ранги и Папа
Тане упоминается в легенде маори о сотворении мира, в которой рассказывается о разделении Ранги и Папа, находившихся в тесных объятиях и заключивших между своими телами многочисленные создания и божества. В конце концов, их дети, вынужденные существовать в темноте и тесноте, решили разлучить своих родителей. Самый воинственный из богов, бог войны Туматауэнга, даже предложил убить Ранги и Папа, но Тане сказал: «Нет. Лучше разделить их, и сделать так, чтобы Небо стояло высоко над нами, а Земля лежала здесь внизу. Сделаем так, чтобы Небо было чуждо нам, но позволим Земле оставаться близкой к нам, как наша заботящаяся мать». С Тане согласились все братья кроме Тафириматеа, который боялся потерять своё королевство. Но и другим братьям (Ронго, Тангароа, Хаумиа-тикетике и Туматауэнга) не удалось разлучить родителей. Повезло только Тане. Впоследствии он украсил нагое тело Ранги звёздами (Grey 1956:2-3; Orbell 1998:145).
Тафириматеа, бог ветра, не мог стерпеть плача своих родителей, оказавшихся далеко друг от друга, поэтому пообещал братьям, что будет мстить им. Когда Тафириматеа нападает на океаны, то образуются огромные волны и водовороты, а бог моря Тангароа бежит в панике. У Пунга, сына Тангароа, есть два сына: Икатере, отец рыб, и Ту-те-вехивехи, предок рептилий. Боясь Тафириматеа, рыбы ищут приюта в море, а рептилии в лесу. Из-за этого Тангароа сильно зол на бога Тане, который приютил Ту-те-вехивехи. Теперь он мстит, переворачивая каноэ и затапливая дома, земли и деревья и унося их в открытый океан. Тане же снабжает древесиной потомков Туматауэнга, которые делают каноэ, рыболовные сети и крючки, чтобы поймать потомков Тангароа.

## Прародитель человечества
В одной из легенд маори говорится о том, что первого человека создал именно Тане. Звали его Тики, или Тики-ау-а-ха, и сделан он был из почвы легендарной земли Гаваики. Впоследствии Тане решил, что Тики одному будет скучно, поэтому создал ему компаньона, женщину, которой приказал жить вместе с Тики. Согласно другим легендам, Тики сам был божеством, который создал человека, смешав красную глину со своей кровью (Dixon 1916: 24-25).
Но более известна другая легенда, в которой рассказывается о попытке бога лесов найти себе подходящую жену. Первоначально Тане хотел жениться на своей матери Папа, но та отказалась, предложив ему в жёны Мумуханга. В браке с ней у Тане родилось дерево тотаро (лат. Podocarpus totara), что сильно разочаровало бога. Он снова вернулся к матери, которая, на этот раз, предложила в жёны Хине-ту-а-маунга. Но она не смогла выносить ребёнка: её детьми стали горные воды и рептилии, которые теперь там обитают. Тане снова вернулся к Папа, которая сказала ему идти к Ранга-хоре. Но и она смогла родить только камни. То же самое было и со следующими жёнами по имени Нгаоре, которая родила ему растение тоэтоэ (лат. Cortaderia toetoe), и Пакоти, которая родила харекеке, или новозеландский лён. Это сильно огорчило Тане, который не знал, что ему делать. Папа посоветовала ему отправиться океаном на берег Кура-вака, где из земли самому сделать человека. Так и поступил Тане, назвав созданную им женщину Хине-аху-оне, которая стала его новой женой. Она родила ему сначала Тики-тохуа, птичье яйцо, из которого вылезли все летающие птицы, а затем Тики-капакапа — женщину, первого человеческого ребёнка (Dixon 1916: 25-26).
В другой версии этой легенды даётся более короткое описание. Согласно ей Тане сначала взял в жёны дерево, которое родило ему деревья. Это огорчило бога, поэтому он взял грязь и смешал её с песком, который лежал на берегу легендарной земли Гаваики. Так Тане слепил фигуру женщины, которая первоначально была неподвижна и лежала на земле. Тане покрыл её одеждой, вдохнул ей в рот и оставил её. Вернувшись, он увидел живую женщину, которую впоследствии взял в жёны (Dixon 1916: 27).
В некоторых легендах рассказывается о том, как Тане женился на собственной дочери Хине-титама, которая не подозревала о родственных связях. Впоследствии узнав об этом, она сбежала в подземный мир, став богиней смерти Хине-нуи-те-по. Тане пытался вернуть её, но она отказалась (Orbell 1998:38).
В других легендах упоминается о трёх корзинах знаний, которые Тане сбросил людям с небес (Orbell 1998:145).

## Использованная литература
- Dixon R.B. Oceanic Mythology. — Boston: Marshall Jones Company, 1916.
- Grey G. Nga Mahi a Nga Tupuna. — 4-е издание. — Wellington: Reed, 1971.
- Grey G. Polynesian Mythology and Ancient Traditional History of the New Zealand Race. — репринтное. — Christchurch: Whitcombe and Tombs, 1976.
- Orbell M. The Concise Encyclopedia of Maori Myth and Legend. — Christchurch: Canterbury University Press, 1998.
- Smith A. Songs and Stories of Taranaki from the Writings of Te Kahui Kararehe. — Christchurch: MacMillan Brown Centre for Pacific Studies, 1993.
- Tregear E.R. Maori-Polynesian Comparative Dictionary. — Lambton Quay: Lyon and Blair, 1891.